# 茨城県道173号大洗公園線

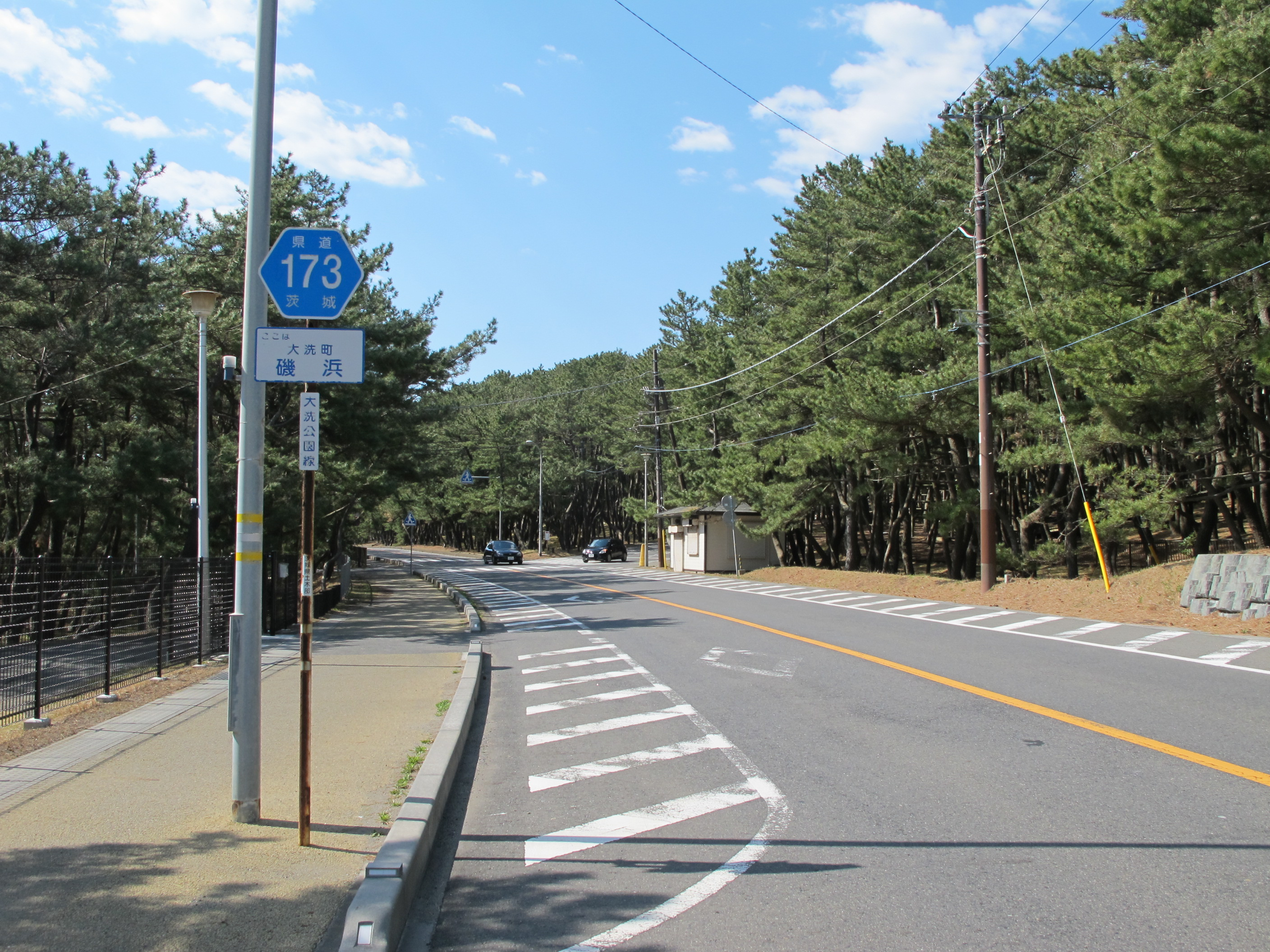
茨城県道173号大洗公園線
大洗町磯浜町（2014年3月）

茨城県道173号大洗公園線（いばらきけんどう173ごう おおあらいこうえんせん）は、茨城県東茨城郡大洗町内の一般県道である。

## 概要
大洗町磯浜町の大洗鳥居下交差点から茨城県の観光名所である大洗海岸沿いに北上し、祝町交差点に至る路線。路線の全線が、茨城県道108号那珂湊大洗線と全線重複する。沿線はゴルフ場や大洗磯前神社のほか大洗海水浴場などがあり、鹿島灘の海と青松の美しい景観を望む観光道路となっている。

### 路線データ
- 起点：茨城県東茨城郡大洗町磯浜町（茨城県道2号水戸鉾田佐原線交点＝大洗鳥居下交差点）
- 終点：茨城県東茨城郡大洗町磯浜町（茨城県道108号那珂湊大洗線交点＝祝町交差点）[1]
- 総延長：2.415 km[2]
- 重用延長：なし[2]
- 未供用延長：なし[2]
- 実延長：2.415 km[2]
- 自動車交通不能区間延長[注釈 1]：なし[2]

## 歴史
1959年（昭和34年）10月14日、新たな県道として東茨城郡大洗町を起点とし、県道那珂湊大洗線交点を終点とする区間を本路線とする県道大洗公園線として茨城県が県道路線認定した。
1995年（平成7年）に整理番号173となり現在に至る。
路線認定以来2013年12月までのあいだ、長らく単独区間の県道路線であったが、同年12月5日に大洗町内の県道那珂湊大洗線の道路区域を追加する告示がなされた際、本路線と重複する追加ルートをとったため、現在は県道那珂湊大洗線と全線重複することとなった。

### 年表
- 1959年（昭和34年）10月14日
  - 現在の路線が県道大洗公園線（図面対照番号172）として路線認定される[3]。
  - 道路の区域は、東茨城郡大洗町大字磯浜の県道那珂湊大洗線分岐から東茨城郡大洗町大字祝町の県道那珂湊大洗線交点までと決定された[1]。
- 1964年（昭和39年）8月14日：那珂湊大洗線の区域変更に伴う大洗町磯浜町の不要物件（有限会社やまと前 - ウメ・カフェ・ワオン前：250 m）を県道大洗公園線の区域に編入[4]。
- 1972年（昭和47年）9月21日：東茨城郡大洗町大字磯浜町内の新道〈磯浜さくら坂通り〉開通による県道那珂湊大洗線のルート変更に伴い、那珂湊大洗線の旧道ルートの一部を大洗公園線へ編入して路線を延長し、区間延長が3.62 km（旧道那珂湊大洗線交点〈大字磯浜町字桂町668番〉 - 祝町交差点）から4.12 km（若見屋交差点〈大字磯浜町字寿町1072番の2〉 - 祝町交差点）まで延伸される[5]。
- 1990年（平成2年）4月9日：旧起点・大洗町磯浜（若見屋交差点） - 同町磯浜字旭町（大洗鳥居下交差点）の旧道（1.665 km）が指定解除され町道に降格し、起点が大洗鳥居下交差点に移る[6]。
- 1995年（平成7年）3月30日：整理番号229から現在の番号（整理番号173）に変更される[7]。
- 2007年（平成19年）3月5日：大洗町大字磯浜町（大洗磯前神社前）の一部区間を電線共同溝を整備すべき道路に指定[8]。
- 2013年（平成25年）12月5日：茨城県道108号那珂湊大洗線の道路区域追加に伴い、県道大洗公園線の全線が県道那珂湊大洗線と重用になる[9]。

## 路線状況
周辺にアクアワールド大洗や大洗海水浴場があり、行楽シーズンになると渋滞する。

### 重複区間
- 茨城県道108号那珂湊大洗線（全線重複）

## 地理

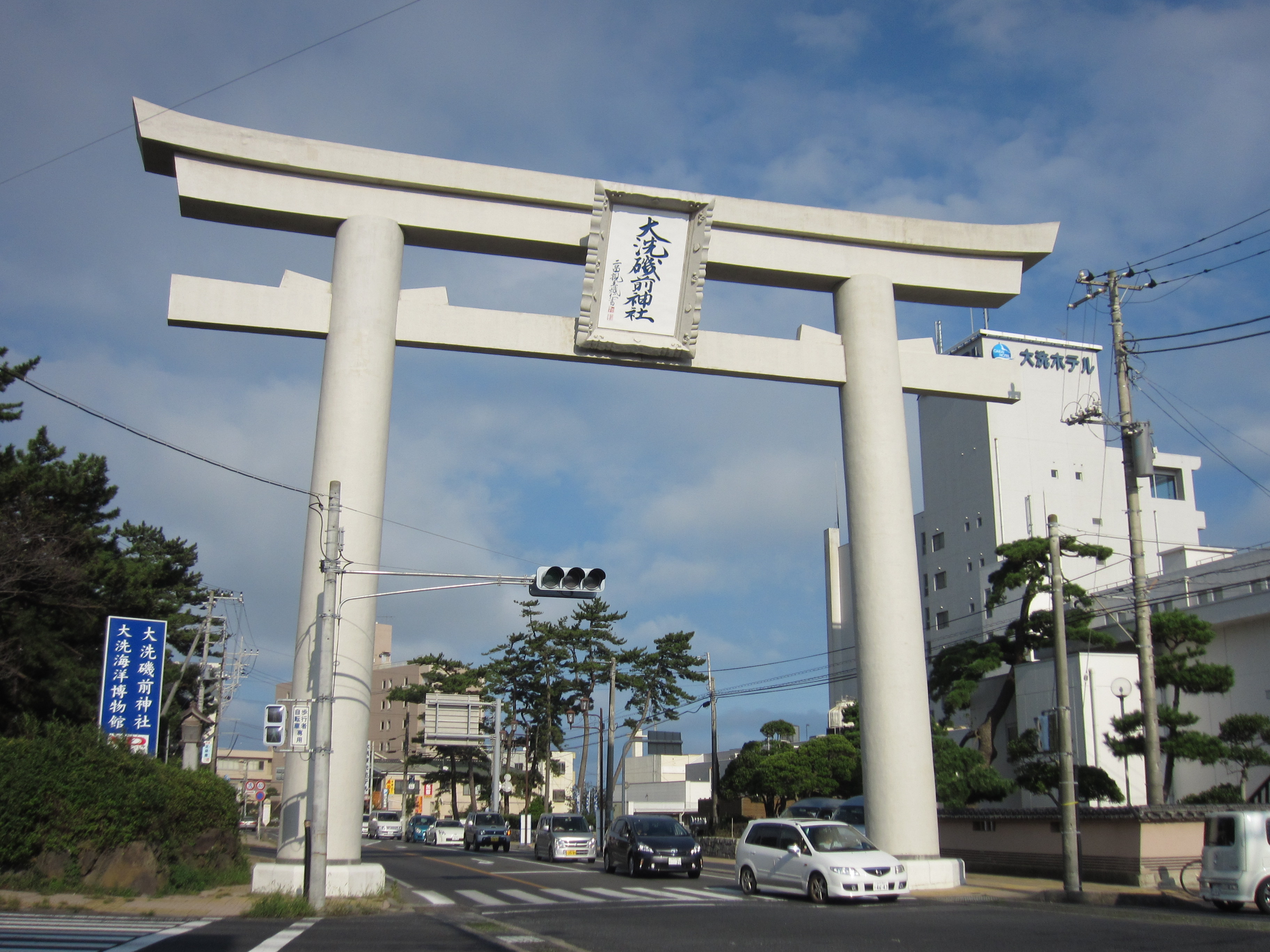
大洗鳥居下交差点に建つ大洗磯前神社の大鳥居

### 通過する自治体
- 茨城県
  - 東茨城郡大洗町

### 交差する道路
- 茨城県道2号水戸鉾田佐原線（大洗町磯浜町 大洗鳥居下交差点）
- 茨城県道108号那珂湊大洗線（大洗町磯浜町 祝町交差点）

### 沿線
- アクアワールド・大洗（大洗町磯浜町）
- 大洗海水浴場 （大洗町磯浜町）
- 大洗海岸（大洗町磯浜町）
- 大洗磯前神社（大洗町磯浜町）